# 小山酒造
小山酒造株式会社（こやましゅぞう）は、東京都北区の酒の販売業者。元製造業者。
東京23区内に2軒しかない造り酒屋のひとつであった。代表銘柄は『丸眞正宗』である。

## 沿革
創業者の小山新七は埼玉県の酒蔵の次男に生まれ、家業の手伝いとして岩槻街道で酒を運び行き来していた。その際に赤羽・岩淵で酒造に適した湧水が発見されたのを契機に、1878年（明治11年）、株式会社小山本家酒造から独立する形で小山酒造株式会社として創業。のちに国道122号となる岩槻街道の憩いの場ともなったという。2016年（平成28年）7月に港区に東京港醸造が開業するまで、東京23区内に唯一残る造り酒屋であった。
2018年（平成30年）2月28日限りで、清酒製造事業から撤退することが明らかとなった。小山酒造が製造している「丸眞正宗」などの銘柄は同年3月1日以降、遠縁にあたる埼玉県さいたま市にある小山本家酒造が製造を継続している。

## 銘柄
日本酒
- 「丸眞正宗」
  - 大吟醸　貯蔵酒
  - 大吟醸
  - 純米大吟醸
  - 吟の舞
  - 純米吟醸（特別純米）
  - 荒川物語
  - ぎんから
  - 吟醸辛口
  - 本格辛口
- 東京盛（とうきょうざかり）
  - 大正時代に発売が開始された二級酒。1970年代に製造中止、2016年（平成18年）に復刻[5]